# Tantoo Cardinal
Pour les articles homonymes, voir Cardinal.
Tantoo Cardinal (née le 20 juillet 1950) est une actrice canadienne de cinéma et de télévision.

## Biographie
Elle est née à Fort McMurray dans l'Alberta. Elle est issue de la nation Cris et de colons européens.
Depuis les années 1980, elle joue des rôles d'Amérindiennes au cinéma à Hollywood, et à la télévision américaine et canadienne.
En 2009, elle est faite membre de l'Ordre du Canada pour sa contribution dans les arts.
En 2011, elle est arrêtée avec l'actrice Margot Kidder lors d'une manifestation à Washington contre l'oléoduc Keystone.
En 2017, l'Académie canadienne du cinéma et de la télévision la nomme au prix Earle Grey pour l'ensemble de sa carrière.

## Filmographie sélective

### Cinéma
- 1981 : Chasse à mort
- 1983 : Running Brave de Donald Shebib
- 1987 : Loyalties d'Anne Wheeler
- 1990 : Divided Loyalties de Mario Azzopardi
- 1990 : Danse avec les loups
- 1991 :  Robe Noire : l'épouse de Chomina
- 1993 : Le Gardien des Esprits
- 1993 : Le Prince des rivières
- 1994 : Légendes d'automne
- 1994 : Sioux City de Lou Diamond Phillips
- 1997 : The Education of Little Tree
- 1998 : Phoenix Arizona
- 2000 : L'Enfance retrouvée de Karen Arthur
- 2002 : Edge of Madness d'Anne Wheeler
- 2008 : Mothers & Daughters (en) de Carl Bessai
- 2012 : Eden
- 2013 : Maïna de Michel Poulette
- 2016 : ARQ
- 2022 : Wendell and Wild de Henry Selick (voix)
- 2022 : Killers of the Flower Moon de Martin Scorsese : Lizzie Q. Kyle

### Télévision
- 1984 : Spirit Bay
- 1992 : Street Legal
- 1993-1995 : Docteur Quinn, femme médecin
- 1994 : Lakota Woman, siège à Wounded Knee
- 1995 : 500 Nations
- 2003 : DreamKeeper
- 2004 : H2O
- 2003-2006 : Mocassin Flats
- 2008 : Enquête de vacances
- 2008 : Les temps changent
- 2012-2017 : Longmire
- 2012-2015 : Blackstone
- 2014- 2016 : Mohawk Girls de Tracey Deer
- 2016 : Frontier
- 2017 : Godless
- 2018 : Outlander: Adawehi (2 épisodes)
- 2020 : Stumptown
- 2022 :  New Amsterdam (saison 3 ép. 10)

## Voix françaises
- Béatrice Delfe dans War Party
- Frédérique Cantrel dans Le Prince des rivières
- Nathalie Hons dans Frontier (série télévisée)
- Anne Plumet dans Bull (série télévisée)
- Cathy Cerdà dans Echo (mini-série)

## Distinctions

### Récompenses
- Festival international des médias de Banff 1995 : Prix Sir Peter Ustinov
- Prix Gemini 1996 : meilleure actrice dans un rôle d'invitée, pour Au Nord du 60e
- Festival international du film de Vancouver 2008 : Prix Femmes au cinéma pour Mothers&Daughters
- Leo Awards 2012 : meilleur second rôle pour son rôle la série Blackstone
- Prix ACTRA 2015 : Prix d'excellence à Toronto

### Nominations
- Prix Génie de la meilleure actrice 1987 pour Loyalties